# Норча
Норча (на италиански: Norcia, на лат.: Nursia) e град и община в провинция Перуджа, регион Умбрия, Централна Италия.

## География
Намира се на 154 км североизточно от Рим, 95 км югоизточно от Перуджа и 83 км западно от брега на Адриатическо море при Порто д'Асколи и има 4997 жители (1 януари 2009).
Градът е разположен от долината на Нера до Монти Сибилини и масива Монте Веторе. Голяма част от него е в Националния парк Монти Сибилини.

## История
През древността се казва Нурсия и е град на сабините. През 3 век пр.н.е. е завладян от римляните и получава римско гражданство през 268 пр.н.е.

## Икономика
Градът е известнен със своите черни трюфели, свински дълготрайни салами (Norcineria) и леща от квартал Castelluccio di Norcia.

## Други
Покровител на града е San Benedetto. Празникът се чества ежегодно на 21 март.

## Личности
- Около 480 г. в Нурсия е роден Свети Бенедикт Нурсийски и сестра му Света Сколастика
- Квинт Серторий
- Веспасия Пола

## Фотогалерия
- Монте Веторе зад Кастелучо, Норча
- Площад Св. Бенедикт
- Църквата Св. Бенедикт